# Bistum Telšiai
Das Bistum Telšiai (lat.: Dioecesis Telsensis, lit. Telšių vyskupija) ist ein römisch-katholisches Bistum im nordwestlichen Litauen mit Sitz in Telšiai (Telsche).
Das Bistum Telšiai gehört zur Metropolie Kaunas und wurde 1926 gegründet, als die administrativen Grenzen der römisch-katholischen Kirche im Baltikum den politischen Grenzen angepasst wurden.
Der Bischofssitz ist in Telšiai (Telsche).
Am 24. Dezember 1991 wurde die ebenfalls 1926 gegründete, aus seinerzeit vier katholischen memelländischen Pfarreien des Bistums Ermland gebildete Freie Prälatur Memel (Klaipėdos prelatūra) mit zuletzt 14 Pfarreien dem Telscher Bistumsgebiet zugeordnet. Seither gehört unter anderem die drittgrößte Stadt Litauens, die wichtige Hafenstadt Klaipėda (Memel), zum Diözesangebiet.

## Dekanate
Es gibt elf Dekanate: Akmenė, Gargždai, Klaipėda, Mažeikiai, Palanga, Plungė, Skuodas, Šilalė, Šilutė, Tauragė, Telšiai.

## Bischöfe und Administratoren
- Justinas Staugaitis (1926–1943)
- Vincentas Borisevičius (1944–1946)
  - Pranciškus Ramanauskas (1946, Administrator)
  - Justinas Juodaitis (1946–1949, Administrator)
  - Petras Maželis (1959–1964, Administrator)
- Petras Maželis (1964–1966)
  - Juozapas Pletkus (1966–1975, Administrator)
  - Antanas Vaičius (1975–1989, Administrator)
- Antanas Vaičius (1989–2001)
- Jonas Boruta SJ (2002–2017)
- Kęstutis Kėvalas (2017–2020, dann Erzbischof von Kaunas)
- Algirdas Jurevičius (seit 2020)